# 留 (陈国)
陈侯留（？—？），妫姓，名留，是陳哀公之子，太子偃师之弟，公子胜之兄，称公子留。 

## 生平
陈哀公的第一夫人郑姬生了太子偃师，第二夫人生了公子留，第三夫人生了公子胜。第二夫人受到陈哀公的宠爱，公子留因此得宠，陈哀公把他托付给弟弟公子招和公子过。
前534年三月十六日，公子招、公子过趁着陈哀公患有长期不愈的疾病，杀了太子偃师而立公子留做太子。四月十三日，陈哀公上吊自杀。干徵师到楚国报丧，同时报告又立了国君。公子胜向楚国控诉，楚国人抓住干徵师并杀死了他。公子留逃亡到郑国。
九月，楚国的公子弃疾带兵奉事太孙吴包围陈国，宋国的戴恶领兵会合。冬季的十月十八日，陈国被灭。楚灵王派楚將穿封戌駐守於陳國，人稱陳公。